# سینما سلبریشن
سینما سلبریشن (انگلیسی: Celebration Cinema) یک گروه سینمایی در ایالات متحده آمریکا است.
این شرکت در تاریخ ۱۶ نوامبر ۲۰۰۱ در گرندرپیدز، میشیگان تأسیس شده‌است.

## شهرها
- گرندرپیدز، میشیگان
- لنسینگ، میشیگان
- ماسکگون، میشیگان
- بندر بنتون، میشیگان
- کالامزو، میشیگان
- مونت‌پلیزانت، میشیگان